# Mordvinska
Mordvinska räknades förr som ett språk, numer som en språkgrupp i vilken erzia och moksja ingår. Tillhör tillsammans med mariska den volgafinska grenen av finsk-ugriska språk. 